# Dschanub al-Batina
Dschanub al-Batina (arabisch جنوب الباطنة, DMG Ǧanūb al-Bāṭina ‚Süd-al-Batina‘; bis 2011 Teil von al-Batina) ist eines der elf Gouvernements Omans.
Die Region Dschanub al-Batina ist 5323,11 km² groß, umfasst 6 Wilayat und hatte zur Volkszählung im Jahre 2010 289.008 Einwohner. Die Wilayat sind: al-Masnaʿa, Awabi, Barka, Nachl, Wadi al-Maʿawil und die Hauptstadt Rustaq.

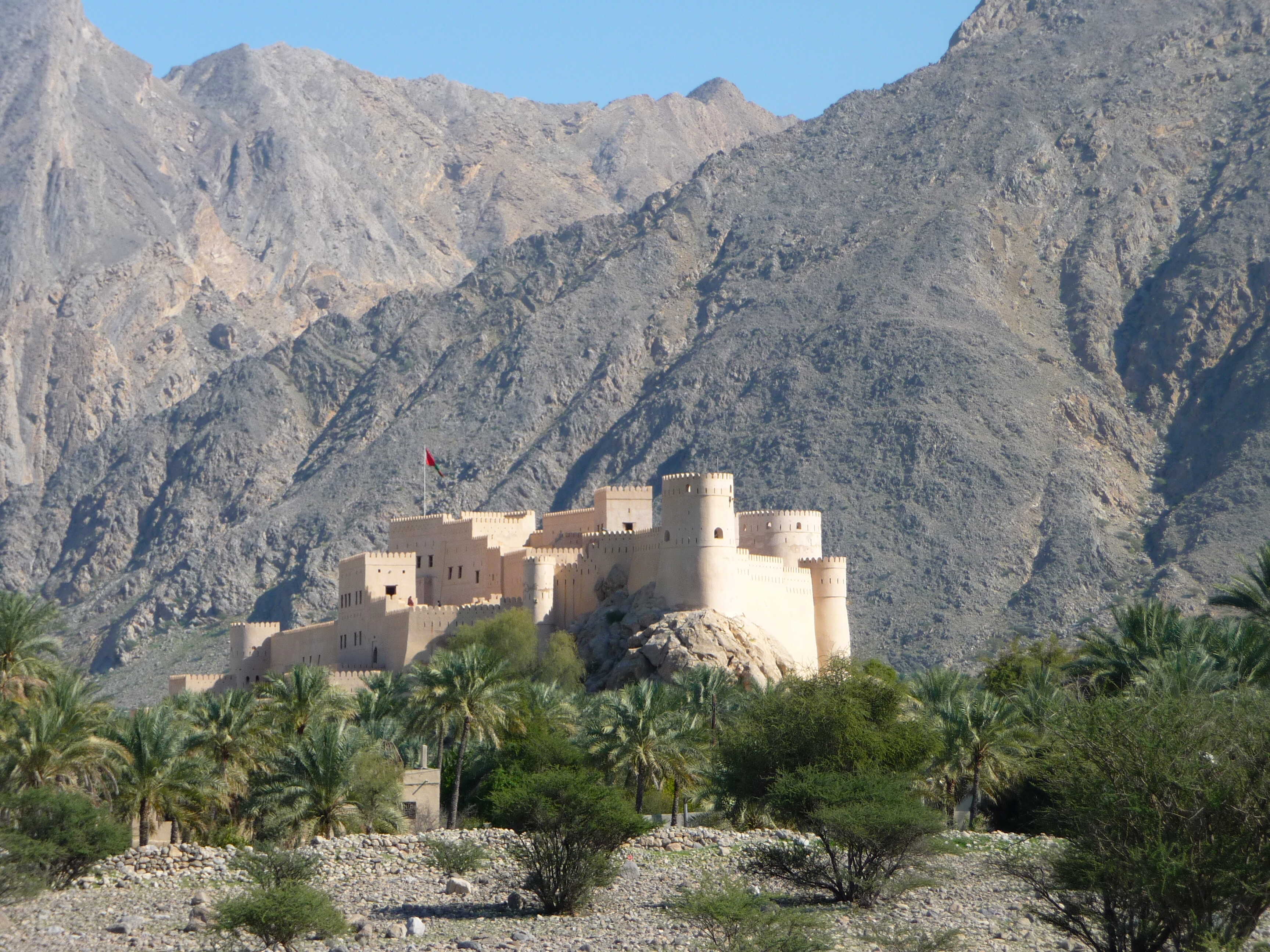
Fort Nachl in Dschanub al-Batina

## Geographische Lage
| Golf von Oman     | Golf von Oman                               | Golf von Oman |
| Schamal al-Batina | Kompassrose, die auf Nachbargemeinden zeigt | Maskat        |
| az-Zahira         | ad-Dachiliyya                               | ad-Dachiliyya |